# Societat la Concòrdia (Agullana)
Societat la Concòrdia és un edifici del municipi d'Agullana inclòs en l'Inventari del Patrimoni Arquitectònic de Catalunya.

## Descripció
Edifici situat al centre del poble, a pocs metres de l'església parquial. Es tracta d'un edifici d'una sola nau a doble alçada, de planta rectangular i grans dimensions (14x28m). Es juxtaposa a un altre edifici, també de planta rectangular, utilitzat com a cinema. Els esquemes que predominen són comuns als que Azemar aplicà edificis similars de Darnius i Maçanet de Cabrenys. La coberta és a dues vessants. Com és propi de l'autor, l'arquitectura de la Concòrdia està caracteritzada per una senzilla sintaxi d'elements i una manca gairebé total de guarniments. Aquests es limiten a subratllar portes i finestres. Així el maó vist en les faixes de separació dels diferents espais de les façanes i l'ús moderat de ceràmica esdevenen els únics materials que articulen la façana. La insinuació dels trets que defineixen l'arquitectura noucentista resulta prou evident en tota la construcció.

## Història
Un fenomen social ben palès a moltes poblacions de l'Alt Empordà a partir de la segona meitat del segle xix és la creació de societats de beneficència. Aquestes tenien, entre altres funcions, la finalitat d'ajudar econòmicament als socis que per alguna raó es quedaven desprotegits i en una situació molt precària. Amb el temps també esdevingueren centres de reunió local i promotors de múltiples activitats lúdiques i culturals. La disposició d'un local on desenvolupar totes aquestes tasques conduí a la construcció d'uns peculiars edificis dels quals Azemar es convertí en un dels principals dissenyadors. En concret sabem que el projecte de la Concòrdia d'Agullana està datat de l'any 1912, i que fou inaugurat l'any següent.